# Heinrich Julius z Kagenecku
Heinrich Julius z Kagenecku (1835, Freiburg in Bayern – 2. září 1887, Munzingen) byl německý šlechtic a hrabě z Kagenecku.

## Život
Narodil se roku ve Freiburg in Bayern, jako syn Carla Theodora, hraběte z Kagenecku a jeho manželky Herminy Karoliny, baronesy z Freystedtu.
Oženil se s baronesou Annou Huber von Gleichenstein. Spolu měli tři děti:
- Hraběnka Hermina Mathilda z Kagenecku (16. prosince 1868 – 22. srpna 1952)
- Hrabě Heinrich Karl z Kagenecku (6. ledna 1870 – 27. ledna 1937)
- Hrabě Karl Marquard Viktor z Kagenecku (10. května 1871 – 23. dubna 1967)

Zemřel 2. září 1887 v Munzingenu.